# 31910 Moustafa
31910 Moustafa è un asteroide della fascia principale. Scoperto nel 2000, presenta un'orbita caratterizzata da un semiasse maggiore pari a 2,2776006 au e da un'eccentricità di 0,0977545, inclinata di 9,86387° rispetto all'eclittica.
L'asteroide è dedicato alla studentessa egiziana Yasmine Yehya Moustafa.